# Metoda elektromagnetyczna
Badania elektromagnetyczne (EM) – badania polegające na sprawdzaniu przewodności ośrodka poprzez wzbudzenie (wyindukowanie) w nim pola elektromagnetycznego. 
Systemem pomiarowym są dwie cewki: nadawcza i odbiorcza. Nadajnik wytwarza pierwotne pole elektromagnetyczne, które generuje wtórne pole elektromagnetyczne w ośrodku. Cewka odbiornika rejestruje wielkość pola wtórnego oraz stosunek pomiędzy polem pierwotnym i wtórnym. Wtórne pole elektromagnetyczne jest proporcjonalne do przewodnictwa ośrodka i reaguje na zmiany litologii, wody podziemne czy zanieczyszczenia. 
Obiekty metalowe wytwarzają silne, wtórne pole elektromagnetyczne, dlatego różnicowy pomiar pola pierwotnego i wtórnego stanowi wyśmienite narzędzie do poszukiwania zakopanych przedmiotów metalowych (beczki, niewypały i inne). 
Dane pomiarowe rejestrowane są punktowo ze stałym krokiem pomiarowym wzdłuż ustalonej siatki profilów. Odległość pomiędzy profilami zdeterminowana jest przewidywaną wielkością poszukiwanych obiektów oraz dokładnością pomiaru. Cyfrowe odczyty zapisywane są w elektronicznym rejestratorze i po badaniu przenoszone są do komputera w celu dalszego przetwarzania i interpretacji. 
Najczęściej interpretacja polega na konturowaniu i identyfikowaniu anomalii w stosunku do poziomu tła przy użyciu specjalistycznego interaktywnego oprogramowania. Wyniki badań przedstawiane są w postaci zintegrowanych plotów zrozumiałych dla zamawiającego.
Metoda elektromagnetyczna jest stosowana w następujących zagadnieniach:
- Zanieczyszczenia wody gruntowej

Konduktometry mogą wykrywać nawet niewielkie zmiany w przewodnictwie ośrodka. Odcieki ze składowisk odpadów zawierają sole o wysokiej przewodności elektrycznej, dzięki którym znacznie wzrasta przewodnictwo elektryczne wody gruntowej zanieczyszczonej przez odpady. Również ścieki z ośrodków przemysłowych i ciekłe odpady pochodzące z przemysłowych odpadów są w większości przewodzące ponieważ zawierają rozpuszczone sole i kwasy.
- Poszukiwanie wody gruntowej

Woda gruntowa zawiera zwykle dużą ilość związków mineralnych, które zmniejszają oporność gruntu nawodnionego co pozwala na identyfikację tego poziomu.
- Badania geologiczne

Metody elektromagnetyczne są używane do określania zalegania i głębokości warstwy gliny, zakrytych dolin rzecznych, kanałów drenażowych, itd.
- Przecieki grobli, tam i kanałów

Wykrywanie i lokalizacja przecieków w tamach zaporach i innych budowlach hydrotechnicznych, identyfikacja przecieków z kanałów melioracyjnych.
- Korozyjność

Przewodność elektrolityczna powoduje korozję zakopanych metalowych instalacji. Konduktometry są używane do określania przewodności elektrycznej gruntu wzdłuż
projektowanych i istniejących rurociągów.
- Kryminalistyka

Badania elektromagnetyczne są częstym narzędziem używanym w tego typu badaniach gdzie poszukiwanie są zakopane metalowe przedmioty z uwagi na możliwość pomiarów dwóch składowych pola elektromagnetycznego.
- Archeologia

Jest to niedestrukcyjna metoda prospekcji archeologicznej. Metoda ta jest skuteczna tylko w przypadku stanowisk jednowarstwowych. Metodę tę wykorzystuje się do poszukiwania dużych obiektów takich jak - drogi, wypełniska rowów, skupiska ceramiki, lokalizacja starych grobów, kanałów, zabudowań etc kartowanie obszarów zabytkowych.
Konduktometr mierzący przewodnictwo gruntu jak i składową rzeczywistą (Inphase) jest
stosowany jako wykrywacz metalu w przypadku lokalizacji metalowych pojemników i podziemnych zbiorników paliw.
- Poszukiwanie złóż kopalin pospolitych

Przy pomocy metod elektromagnetycznych lokalizuje się złoża materiałów budowlanych, żwiru i piachu. Żwir zawiera bardzo małą ilość materiałów gliniastych i przeważnie nie zawiera też wody, przez co złoża tego typu minerałów maja niskie przewodnictwo elektryczne.
- Poszukiwania rud metali

Składowa rzeczywista pola elektromagnetycznego (Inphase) wskazuje wysokoprzewodzace rudy metali do głębokości około 20 metrów.
- Diamenty

Konduktometry gruntu są używane w Południowej Afryce i Australii do poszukiwań przewodzącej gliny znajdującej się ponad żyłami kimberlitu.
- Stałe zlodowacenie

Badanie nieciągłości i miąższości stałego zlodowacenia gruntu.